# Nadia Ali
Nadia Ali (Trípoli, el 3 de agosto de 1980) es una cantautora libia-estadounidense, orientada al estilo electrónico. Conocida por ser la cantante y compositora del dúo de música electrónica, iiO.

## Biografía
Nacida circunstancialmente en Libia, es hija de pakistaníes. Su familia se mudó cuando tenía cinco años y se crio, posteriormente, en Queens, Nueva York donde sigue viviendo actualmente.
Nadia ha mencionado en entrevistas que su artistas más influyentes son Stevie Nicks, Sade, Nusrat Fateh Ali Khan, U2, Madonna, Led Zeppelin, Carole King, Carly Simon y The Beatles.
Mientras que a los 20 años trabajaba en las oficinas de Versace en New York, aspiraba a tener una carrera musical, cuando un colega de Versace le presentó al productor Markus Moser, donde atrajo la atención por cantar en las fiestas de Navidad, quien se encontraba buscando una cantante para que colaborase en un principio, en un proyecto de un grupo musical con mujeres. Los dos se unieron y empezaron un grupo que se llamó originalmente “Vaiio”, nombre de la laptop Sony VAIO con la que Nadia trabajaba. Luego decidieron quitarle el “VA” para evitar problemas futuros con Sony. Markus se encargaba de la producción musical y ella colaboraba con los vocales y en la realización de las letras para las canciones. Comentó que inicialmente el proyecto estaba alejado del estilo dance. Luego del rotundo éxito de su hit en el 2001, El sencillo “Rapture” se convirtió en un éxito comercial llegando al # 2 en el UK Singles Chart y en el Billboard Dance Club Play, y a su vez alcanzó el número 47 en el Hot 100 de los Estados Unidos. También obtuvo buena recepción en varios países de Europa. Fue reversionado varias veces por Armin Van Buuren, John Creamer & Stephane K y Deep Dish. El dúo recorrió el mundo durante años incluyendo también otros éxitos como “At the End”, “Runaway” y “Smooth”.
Nadia dejó el grupo en el 2005 para dedicarse a su carrera como solista, sin embargo, su álbum debut “Poetica” no fue lanzado en su totalidad, sino hasta el 2006 y Moser siguió sacando material de iiO donde aún incluía en los créditos la voz de Ali y para promocionarlo lanzaron el sencillo “Is It Love?”, el cual alcanzó el puesto N°1 en Billboard Dance Club Play. En 2007 se lanza un álbum de remixes de los éxitos de "Poetica" titulado Reconstruction Time: The Best Of iiO Remixed, y para promocionarlo incluyeron una versión 2007 de su clásico "Rapture".
En 2010, Ali afirmó que se centrará en su carrera en solitario y no tenía planeado futuras colaboraciones con iiO.
El 19 de abril de 2011 fue lanzado su segundo álbum de estudio titulado “Exit 110”, el álbum está compuesto con material que Nadia había grabado antes de su partida de la banda.

### Carrera como solista y colaboraciones

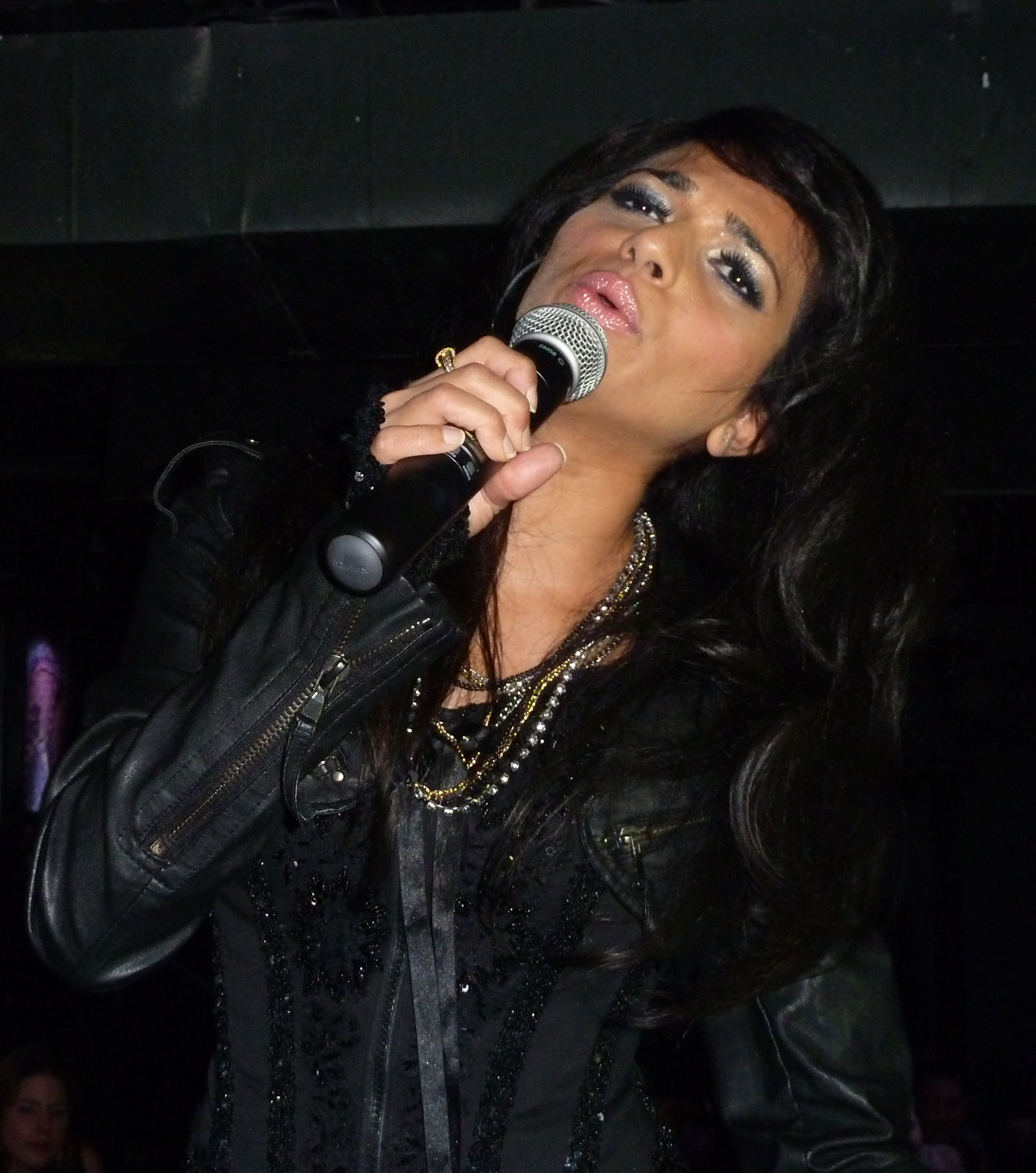
Nadia Ali cantando en Washington D. C. en 2011

Después de embarcarse en su carrera en solitario en 2005, Ali se convirtió en una vocalista muy solicitada por productores de música electrónica, como Armin van Buuren para la canción “Who Is Watching” incluida en “Shivers” del 2005 y para John Creamer en el sencillo “Something To Lose” del 2006.
En 2009 colaboró con Tocadisco en "Better Run" incluida en el álbum "Toca 128.FM", el sencillo fue lanzado en enero de 2010. "12 Wives In Tehran" con Serge Devant del álbum "Wanderer" lanzado en junio de 2009, el sencillo se lanzó en diciembre del mismo año.
Lanza su álbum debut como solista titulado Embers en septiembre de 2009, del cual se desprenden los sencillos «Crash And Burn», «Love Story», «Fine Print» y «Fantasy» con una buena aceptación entre la comunidad de gusto electrónico. Los críticos elogiaron su composición única, que combina la electrónica con las baladas, la música oriental y acústico. El cuarto sencillo «Fantasy», fue remixado por Morgan Page y nominado a los premios Grammy en la categoría "Mejor grabación remixada"
Nadia Ali aportó con la letra y voz de "Try" con el artista alemán Schiller, incluido en el álbum "Atemlos" lanzado en Alemania el 12 de marzo de 2010. En 2010 Nadia también colabora con el suizo Chris Reece con el sencillo "The Notice" y vuelve a aportar voces para una producción de Armin Van Buuren, “Feels So Good” incluida en Mirage.
En ese mismo año, lanzó una serie de recopilaciones de sus mejores éxitos como solista y junto al grupo iiO en versiones remixadas llamado “Queen of Clubs Trilogy” dividido en tres ediciones: “Ruby Edition”, “Onyx Edition” y “Diamond Edition”. Incluye la reedición del clásico Rapture, remixado por productores de la talla de Avicii, Gareth Emery y Tristan Garner.
Durante el año 2011 trabajó con unos conocidos de Ali, los canadienses Sultan & Ned Shepard, en esta ocasión colaboró en “Call My Name”. Con Alex Sayz en el sencillo “Free To Go” y en uno de los éxitos del 2011, el sencillo “Pressure” producido junto a Starkillers y Alex Kenji alcanzó el puesto # 37 en Bélgica. Además de escribir sus propias canciones, Nadia según su Facebook también está escribiendo para varios Djs y productores como: BT, Matt Darey, Tocadisco, Tritonal, Andy Moor, Hardwell entre otros. Su más reciente contribución fue en el álbum de estudio del productor holandés Sander van Doorn llamado “Eleve11”, más precisamente en el track producido junto a Sidney Samson titulado “Rolling The Dice”.
También está trabajando actualmente en su segundo álbum de estudio, del cual ya se desprende un nuevo sencillo llamado “When it Rains”, producido por Mike Candys.
Su primer lanzamiento en 2012 fue una colaboración para el DJ y productor suizo EDX para el sencillo "This Is Your Life" incluido en el álbum On The Edge. En abril de 2012, fue lanzado el tercer álbum de estudio de Morgan Page titulado In the Air, donde incluye una colaboración de Ali en la canción "Carry Me". También participó en el track "Must Be the Love" para el próximo álbum de BT, A Song Across Wires. En enero de 2014, lanzó una versión acústica del clásico de The Police, "Roxanne" como descarga gratuita.
En julio de 2017 lanzó una nueva colaboración con el dúo canadiense Sultan + Shepard llamada "Almost Home" a través de Armada Music. Fue su primer sencillo como artista principal desde 2015.

## Discografía

### Álbumes
En estudio
- 2009: Embers

Compilaciones
- Queen of Clubs Trilogy: Ruby Edition (2010)
- Queen of Clubs Trilogy: Onyx Edition (2010)
- Queen of Clubs Trilogy: Diamond Edition (2010)

### Sencillos
| Año  | Título                                    | Mejor posición | Mejor posición | Mejor posición | Mejor posición | Mejor posición | Mejor posición | Mejor posición | Mejor posición | Álbum                  |
| Año  | Título                                    | EUA Dance      | BEL (Fla)      | BEL (Val)      | SUI            | FRA            | HOL            | RUM            | R.U.           | Álbum                  |
| ---- | ----------------------------------------- | -------------- | -------------- | -------------- | -------------- | -------------- | -------------- | -------------- | -------------- | ---------------------- |
| 2008 | «Crash and Burn»                          | 6              | —              | —              | —              | —              | —              | —              | —              | Embers                 |
| 2009 | «Love Story»                              | 1              | —              | —              | —              | —              | —              | —              | —              | Embers                 |
| 2009 | «Fine Print»                              | 4              | —              | —              | —              | —              | —              | —              | —              | Embers                 |
| 2010 | «Fantasy»                                 | —              | —              | —              | —              | —              | —              | —              | —              | Embers                 |
| 2011 | «Rapture»                                 | —              | 28             | 67             | 63             | 24             | 77             | 3              | 40             | Queen of Clubs Trilogy |
| 2011 | «Pressure» (con Starkillers & Alex Kenji) | —              | 87             | 66             | —              | —              | 97             | —              | —              |                        |
| 2011 | «When it Rains»                           | —              | —              | —              | —              | —              | —              | —              | —              | Phoenix                |
| 2015 | «All In My Head» (con PANG!)              | —              | —              | —              | —              | —              | —              | —              | —              |                        |

### Colaboraciones en sencillos

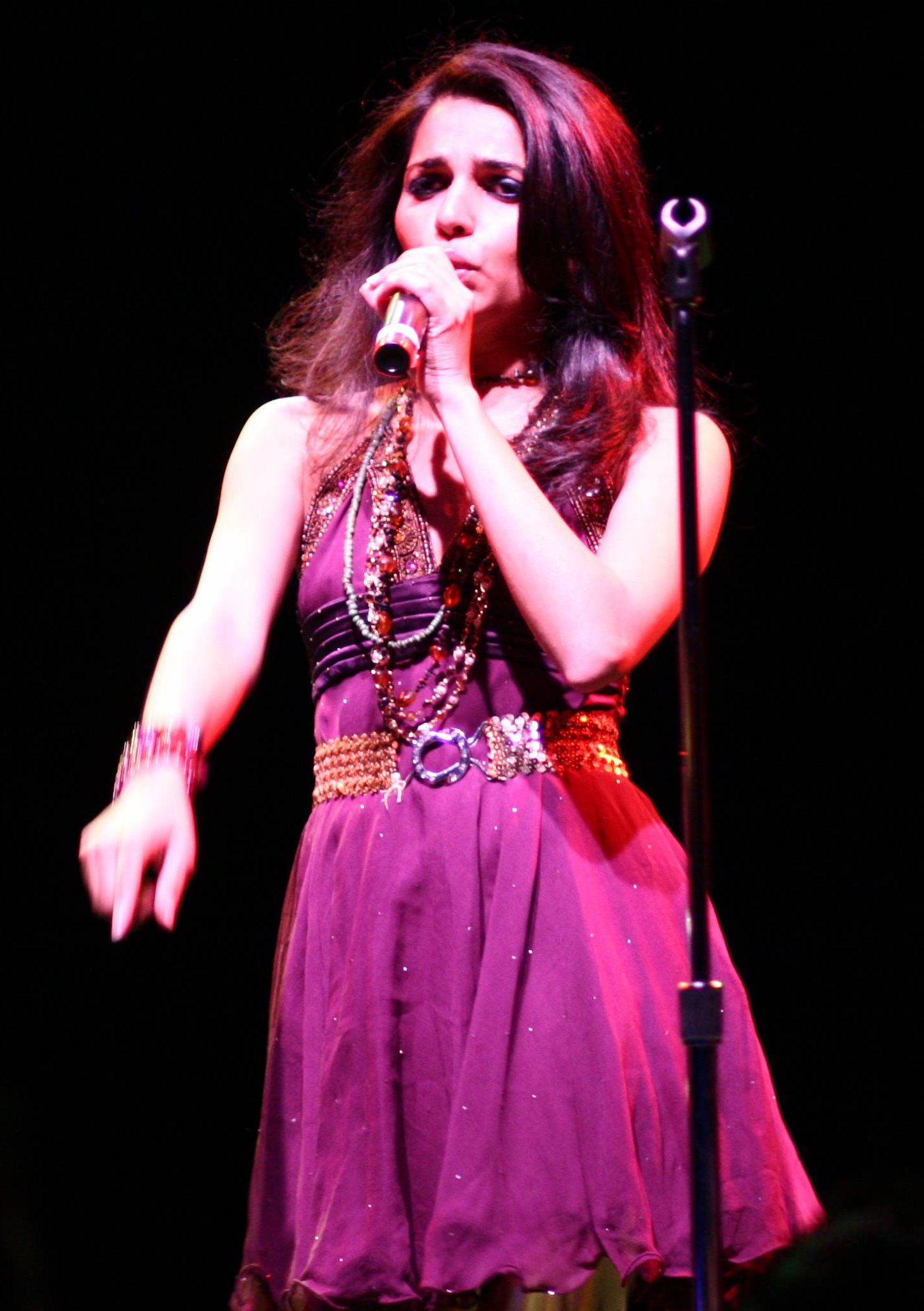
Nadia Ali en Avalon, Boston en el año 2006

| Año  | Sencillo                                                              | Mejor posición en las listas | Mejor posición en las listas | Mejor posición en las listas | Mejor posición en las listas | Álbum            |
| Año  | Sencillo                                                              | EUA Dance                    | ALE                          | BEL (Fla)                    | FIN                          | Álbum            |
| ---- | --------------------------------------------------------------------- | ---------------------------- | ---------------------------- | ---------------------------- | ---------------------------- | ---------------- |
| 2005 | «Who Is Watching» (Armin van Buuren con Nadia Ali)                    | —                            | —                            | —                            | 19                           | Shivers          |
| 2006 | «Something to Lose» (John Creamer & Stephane K con Nadia Ali & Rosko) | —                            | —                            | —                            | —                            |                  |
| 2009 | «12 Wives In Tehran» (Serge Devant con Nadia Ali)                     | —                            | —                            | —                            | —                            | Wanderer         |
| 2009 | «Better Run» (Tocadisco con Nadia Ali)                                | —                            | —                            | 15                           | —                            | TOCA 128.0 FM    |
| 2010 | «Try» (Schiller con Nadia Ali)                                        | —                            | 58                           | —                            | —                            | Atemlos          |
| 2010 | «The Notice» (Chris Reece con Nadia Ali)                              | —                            | —                            | —                            | —                            |                  |
| 2011 | «Call My Name» (Sultan & Ned Shepard con Nadia Ali)                   | 5                            | —                            | —                            | —                            |                  |
| 2011 | «Free to Go» (Alex Sayz con Nadia Ali)                                | —                            | —                            | —                            | —                            | Pulse: 128 - 130 |
| 2011 | «Feels So Good» (Armin van Buuren con Nadia Ali)                      | —                            | —                            | —                            | —                            | Mirage           |
| 2011 | «Believe It» (Spencer & Hill con Nadia Ali)                           | —                            | —                            | 122                          | —                            |                  |
| 2011 | «Keep It Coming» (Starkillers & Nadia Ali)                            | —                            | —                            | —                            | —                            |                  |
| 2017 | «Almost Home» (Sultan + Shepard con Nadia Ali & IRO)                  | —                            | —                            | —                            | —                            |                  |

#### Otras colaboraciones
| Año  | Canción                                                                                       | Álbum                                       |
| ---- | --------------------------------------------------------------------------------------------- | ------------------------------------------- |
| 2010 | "That Day" (Myon & Shane 54 Remix) (Dresde & Johnston featuring Nadia Ali & Mikael Johnston)  | International Departures                    |
| 2010 | "That Day" (Tritonal Air Up There Remix) (Dresden & Johnston con Nadia Ali & Mikael Johnston) | A State Of Trance - Radio Top 15 April 2010 |
| 2011 | "That Day" (Sydney Blu Remix) (Dresde & Johnston con Nadia Ali & Mikael Johnston)             | Nervous Nightlife: Live at Mansion          |
| 2011 | "Rolling the Dice" (Sander van Doorn & Sidney Samson con Nadia Ali)                           | Eleve11                                     |
| 2012 | "This Is Your Life" (EDX con Nadia Ali)                                                       | On The Edge                                 |
| 2012 | "Must Be the Love" (BT & Arty con Nadia Ali)                                                  | A Song Across Wires                         |
| 2013 | "Carry Me" (Morgan Page con Nadia Ali)                                                        | In the Air                                  |

Créditos como compositora
Esta canción es compuesta por Nadia Ali e interpretada por otros artistas
| Año  | Canción            | Álbum              | Notas                                 |
| ---- | ------------------ | ------------------ | ------------------------------------- |
| 2011 | "Sometimes I Wish" | Piercing The Quiet | Interpretado por Tritonal con Bethany |

## Premios y nominaciones
| Año  | Trabajo nominado                                                | Categoría                                                                                        | Resultado |
| ---- | --------------------------------------------------------------- | ------------------------------------------------------------------------------------------------ | --------- |
| 2010 | «Love Story»                                                    | Mejor lanzamiento Progressive/Tech House en la 25.ª edición del International Dance Music Awards | Nominado  |
| 2011 | «Fantasy (Morgan Page Remix)»                                   | Mejor grabación remixada, no clásica en la 53.ª edición de los Premios Grammy                    | Nominado  |
| 2012 | «Feels So Good» (Armin van Buuren con Nadia Ali)                | Mejor lanzamiento de música trance en la 27.ª edición del International Dance Music Awards       | Ganador   |
| 2012 | «Pressure (Alesso Remix)» (Nadia Ali, Starkillers & Alex Kenji) | Mejor lanzamiento de Progressive House en la 27º edición del International Dance Music Awards    | Ganador   |
| 2013 | «Must Be the Love» (BT & Arty con Nadia Ali)                    | Mejor lanzamiento de música trance en la 28.ª edición del International Dance Music Awards       | Nominado  |